# Хорошово-Мньовники (район на Москва)
Хорошово-Мньовники (на руски: район Хорошёво-Мнёвники е административен район на Северозападен окръг в Москва.